# La Torre
La Torre é um município da Espanha composto pelos seguintes distritos, Balbarda, Blacha, Guareña, Oco y Sanchicorto  na província de Ávila, comunidade autónoma de Castela e Leão, de área  km² com população de 319 habitantes (2007) e densidade populacional de 6,09 hab/km².

## Demografia
| Variação demográfica do município entre 1991 e 2004 | Variação demográfica do município entre 1991 e 2004 | Variação demográfica do município entre 1991 e 2004 | Variação demográfica do município entre 1991 e 2004 |
| --------------------------------------------------- | --------------------------------------------------- | --------------------------------------------------- | --------------------------------------------------- |
| 1991                                                | 1996                                                | 2001                                                | 2004                                                |
| 517                                                 | 467                                                 | 388                                                 | 357                                                 |